# Język wersing
Język wersing, także: kolana, kolana-wersin, warsina, wersin – język papuaski używany w prowincji Małe Wyspy Sundajskie Wschodnie w Indonezji, na wyspie Alor. Według danych z 1997 roku posługuje się nim blisko 4 tys. osób. Należy do grupy języków alor-pantar.
Ethnologue (wyd. 22) wyróżnia kilka dialektów: kolana, maneta, langkuru (mademang, pureman).
Według doniesień z 2014 r. pozostaje w powszechnym użyciu i jest przyswajany przez dzieci (przynajmniej w miejscowościach Kolana i Pureman). Osoby ze wsi Adagai i Taremana mają styczność z innymi społecznościami językowymi, toteż znane są również języki abui i kamang. We wsi Kolana używany jest także język sawila.
Sporządzono skrótowy opis jego gramatyki (Wersing, w: The Papuan languages of Timor, Alor and Pantar: Sketch grammars, 2014) .